# Violence & Force
Violence & Force è il secondo album, realizzato nel 1984, del gruppo musicale Exciter.

## Tracce
1. Oblivion – 0:33
2. Violence & Force – 4:04
3. Scream in the Night – 4:14
4. Pounding Metal – 4:35
5. Destructor – 4:18
6. Swords of Darkness – 3:57
7. Delivering to the Master – 6:06
8. Saxons of the Fire – 3:27
9. War is Hell – 6:19

## Formazione
- John Ricci - chitarra
- Allan Johnson - basso
- Dan Beehler - batteria, voce